# Cushamen
Cushamen est une petite localité d'Argentine, chef-lieu du département de Cushamen, au nord-ouest de la province de Chubut. 

Elle se trouve au croisement des routes provinciales RP 4 et RP 35, à 70 km à l'est-sud-est d'El Maitén.

## Toponymie
Cushamen est un vocable mapuche qui signifie Lieu de solitude.

## Population
La localité comptait 580 habitants en 2001.

## Tourisme
- A 30 km de la localité se trouve une chute d'eau sur le río Chico (rive gauche), appelée El Saltillo. Sa hauteur est de 70 mètres.
- Pêche sportive, chasse, y compris gros gibier.
- Musée régional et indigéniste : sa collection réunit des documents historiques et des trésors artisanaux : cordes, poteries et confections artisanales en laine de mouton.